# きっといつかは幸福寺
『きっといつかは幸福寺』（きっといつかはこうふくじ）は、ありま猛による日本の漫画作品。『チャンピオンジャック』（秋田書店）にて連載された。単行本は全2巻（以降も数話連載されたが未単行本化）。現在は絶版となっているため新刊での購入はできないが、Amazon Kindle等の電子書籍として販売されている。

## 概要
コミック第1巻の作者コメントによると、作者であるありまは少年期に親元を離れて鹿児島県の養護施設で育ったという。その経緯から、作者は家族の絆というものを知らず、「こういう温かい家族があったらいいなぁ」という思いから当作を作ったという。そのため、困っている人を助ける話が多い。
物語は英道の弟で春野家の次男である俊平の視点で描かれている。
本作は、「必ずしも出来た坊主ではなく、あくまで普通の人間である。故に、普通の人の立場に立って物事を考えることが出来る人たち」というスタイルで、人間ドラマを忠実に描こうとしている。

## 主な登場人物
春野英道
春野家の長男で、本作の主人公。28歳。仏教の大学を出たが、父親である俊学が酒飲みで女好きだったため、そんな坊主になりたくないと思い、後継ぎを拒否。祖母に勘当され、6年間にわたって音信不通だった。その間、会社勤めをしたが自分の肌に合わず退職し、それから色々な仕事に就くが、いずれも長続きしなかった。家族との再会直前は工事現場の住み込みをしていたが、不況で仕事にあぶれて2週間、その苛立ちから飲み歩いて酒に酔い、とある店の看板を破壊し、器物破損罪で警視庁鷺の宮警察署の警察官に逮捕される。たまたま英道を逮捕した刑事が俊学の旧友であったため、本人も反省していることから釈放される。居酒屋「大将」で飲みながら6年間の出来事を話す。俊学と俊平から話を聴き、祖父が4年前に亡くなった旨を知る。俊平に家に戻ってくるように勧められた際には、祖母を怖れて躊躇するが、俊学の協力によって家に戻ることができ、寺の後継ぎになる。坊主であるが、剃髪せず、髪を伸ばして、縛っている。お布施で競馬やパチンコをやるなど、いわゆる「生臭坊主」であるが、一方でお布施を受け取らずに気持ちだけ受け取ることも多く、檀家や他の寺の坊主らからの評価は高い。長栄寺の娘である由美とは幼馴染であるが、由美の方が5歳年上である。由美相手に結婚を意識したこともあるが、5歳年上ということなどから、躊躇心もあった。自ら告白しようと思ったこともあるが、由美が以前にお見合いした相手と飲み屋で再会し、その相手と結婚することになったため、失恋という形となる。
春野俊学
春野家の家長で幸福寺の当代住職。女癖が悪く、それが長男である英道の後継ぎ拒否・勘当されて家を出るという要因となった。英道が家を出た後も相変わらず女好きであり、不倫もよくするが、困っている人のために住職として尽くす心は本物で、英道と同じく檀家や他の寺の住職からの評価は良い。実質的に興福寺を切り盛りしている実母だけには頭が上がらないが、英道の復縁の際には初めて歯向かい、父親・住職としての威厳を見せつけた。英道とは違い、競馬などのギャンブルは一切しない。また、小心者の気があり、坊主としての服装などにこだわるところがある。成金寺の住職である光玉とは兄弟弟子の関係であり、光玉は兄弟子に当たる。かつては特に可愛がってもらっていたが、アンパンの一件で袂を分かち、現在まで犬猿の仲である。鷺の宮警察署に荒木という幼馴染の刑事が居り、そのおかげで英道を釈放させることができた。年齢は不詳だが、荒木が現役の警察官であることから、同い年であるとすれば60歳前だと思われる。
春野俊平
春野家の次男で、本作のナレーション役。上述のように、主人公は兄の英道であるが、物語は全て俊平の視点で展開されている。17歳の誕生日に得度することになっていたが、本人は寺を継ぐ気がないので髪を剃られたくない一心で逃げ回っていた。小さい頃から近隣に住む北村フサに妹の美紀ともども可愛がってもらっていて、自身も慕っていたが、フサが急性心不全と思われる病気で倒れる。死ぬ間際、フサが俊平に経を挙げてもらいたかった旨を吐露し、間もなく死去。フサの気持ちを酌み、得度を決意して髪を剃る。立派に経を挙げてフサを旅立たせるが、本人には相変わらず寺を継ぐ気がない。鷺の宮警察署からの連絡を受け、父の俊学と共に英道の身元引受人として英道と再会。英道の6年間の生活を聴き、家に戻るように勧める。兄の英道とは年が離れているが、父親である俊学が女癖が悪いなど、だらしない面があるため、年が離れている分だけ英道を父親のように慕っている。
春野美紀
春野家の長女で、英道・俊平の妹。3人兄妹の末っ子である。俊学曰く「オッパイがでかくなりやがった」らしい。年齢は明らかにされていないが、下の兄である俊平が17歳になったばかりであり、自身もセーラー服を来ているため、13〜16歳の中高生であることがわかる。干支の上では少なくとも英道とは一周り以上違う。俊平と同様、英道とは年が離れているため、英道のことを父親のように慕っている。なお、俊学に入浴を覗かれることがしばしばある。物語にはそれほど関与しておらず、当人がメインとなる話も無い。
春野牧子
春野家の家長である俊学の嫁で、英道・俊平・美紀の母親。専業主婦であり、寺の行事にはあまり関与しないが、寺庭婦人会には入会している。ただし、とある寺の奥さんとソリが合わず、大喧嘩するため、寺庭婦人会の旅行には参加しない。俊学の不倫が元で夫婦喧嘩をすることがよくあるが、離婚を考えるほどではないらしい。また、英道が高校生の時にやった夫婦喧嘩は凄まじかったようだ。子供たちを大事に思っており、英道が6年間の時を経て家に戻ってきた時は、涙を流して喜んだ。他の家族と同じく義母から厳しい指摘を受けることがあるが、いわゆる「嫁・姑の確執」ではないため、関係はそこそこ良好である。
春野（母）
春野家の家長である俊学の実母であり、牧子の義母、英道・俊平・美紀の祖母。実質的に幸福寺を切り盛りする春野家最大の権力者。寺の後継ぎを拒否した英道を勘当し、春野家から追い出した張本人。英道の復縁の際も最初は難色を示し、再度家を出て行くように突っ撥ねるも、子供である俊学に歯向かわれ、半ば認める形で英道の復縁を容認。以降は英道に苦言を呈しながらも期待を掛けるようになる。春野家の最大権力者であるが、既に故人である先代住職以外では、存命している春野家の住人の中で唯一、名前が明らかにされていない。下の名前は不詳だが、北村フサが「幸ちゃん」と呼んでいることから、名前に「幸」が付くことだけは判明している。
春野（先代住職）
先代の幸福寺住職で、婆さんの旦那、俊学の実父、牧子の義父、英道・俊平・美紀の祖父。物語本編では既に故人。俊学によると、4年前に亡くなったらしい。6年前に家を出た英道は、俊学・俊平と再会するまで亡くなったことを知らなかった。遺影写真でのみ登場。俊学によると、孫である英道を特に可愛がっていたようである。俊学を始めとする春野家の住人各位に、英道の部屋をそのままにしておくように遺言を残す。さすがの婆さんも旦那にだけは頭が上がらず、この遺言だけは守っている。下の名前は不詳。
光玉
成金寺の7代目住職。成金寺は近隣の寺の中では最大の規模と財力を持つ。そのため、金に物を言わせる言動が多く、他の寺からはあまり評判が良くなく、最低限の付き合いしかしてもらっていない。幸福寺が貧乏寺であるため、幸福寺やその檀家衆を愚弄している。幸福寺の住職である俊学とは、知覚院書院の本山で修業を共にした兄弟弟子の仲であり、俊学は弟弟子に当たる。嘗ては俊学を特に可愛がっていたが、餡麺麭の一件で袂を分かち、現在まで犬猿の仲である。それ故に俊学を騙すことが多く、半ば詐欺的なことばかりしている。俊学ほどではないが、英道にも嫌われている。「光玉」の名が本名かどうかは不明。同時に、氏名も不詳。

## その他の登場人物
池田
幸福寺の檀家総代。先代の檀家総代の息子。登場当初はガチガチの規則第一主義で、英道の後継ぎに関しても認めていなかったが、英道の取った行動によって彼の人間性を知ることとなり、英道を再評価して、適任と判断して英道の後継ぎを認める。40歳を過ぎてから女遊びに耽り、一時期は檀家総代の仕事を2の次にしてしまい、それまで良き理解者だった檀家世話役の吉野に苦言を呈される。その後、英道の策略によって女と別れることとなり、心を入れ替えて再び檀家総代の仕事をこなすようになる。そこそこ役の多い人物であるが、下の名前は不詳。
吉野
幸福寺の檀家世話役。池田と共に、最初は英道の幸福寺後継ぎを認めていなかったが、池田が認めることで、吉野も英道を認めることとなる。終始真面目な人柄であり、池田のように不真面目になることは無かった。数度の出演があるが、池田と同じく下の名前は不詳。
北村フサ
第1話『得度』に登場。俊平・美紀を可愛がっている。自分が亡くなった時には俊平に経を挙げてもらいたいと思っていた。15年間、毎日欠かさず亡くなった旦那の墓参りを続けていたが、急性心不全と思われる病気に倒れ、間もなく死去。彼女の死により、俊平は得度する決意を固める。
北村仁志
第1話『得度』にて名前のみ登場。フサの旦那で、15年前に亡くなっている。
村石恵子
第1話『得度』に登場。俊平が俊学と一緒に入った街の喫茶店『COFFEE ル・マン』のウェイトレス。
荒木
第2話『家族』に登場。俊学の旧友で、警視庁鷺の宮警察署の刑事。その関係から彼の計らいによって英道が釈放される。下の名前は不詳。
田原明美
第3話『長男』に登場。新宿にある『スナック・キャロット』のウェイトレスで、田原の妻。英道は無断で檀家参拝旅行をキャンセルして払い戻された金を彼女の家に投げ込んで姿を消すが、突然の大金に困った彼女は幸福寺を訪れ、金を返した上で事の成り行きを話す。その話によって英道に対する池田らの評価が一変する。見方によっては、英道を春野家に復縁させるきっかけを作った功労者である。
田原
第3話『長男』に登場。明美の旦那で、英道の元同僚。嘗て英道と共に工事現場で働いていた際、生き埋め事故にあった英道を助け出した命の恩人。その後、とある人物の借金の連帯保証人になるが、その人物が失踪し、巨額の借金を抱えることになる。2年余りの間、全国を渡り歩いて当該人物を探し出し、借金の片を付ける。下の名前は不詳。
田原恵子
第3話『長男』にて名前のみ登場。田原と明美の子供。手術が必要な病気に侵されている。当初は英道の言動が不明確であったため、池田らは英道と明美の子供だと思っていた。
新井
第3話『長男』に登場。『スナック・キャロット』の常連客。幸福寺の檀家の1人である坂田が勤める会社の取引先の人物。店で顔を合わせる英道のことを快く思っていない模様。下の名前は不詳。
坂田
第3話『長男』に登場。幸福寺の檀家の1人。檀家参拝旅行を無断でキャンセルして払い戻された金を持って明美を訪ねてきた英道を『スナック・キャロット』で見かけた旨を幸福寺に報告に来る。下の名前は不詳。
友子
第3話『長男』に登場。『スナック・キャロット』のママ。名前の「友子」は本名なのか源氏名なのか不明。同時に、苗字も不詳。
大月博志
第4話『写真』に登場。1年ほど前に近くに引っ越してきた大月家の家長。心霊写真を除霊してもらうために幸福寺を訪れる。
高橋
第5話『袈裟』および、第12話『お見合い』に登場。娘の由美は英道の幼馴染。その関係もあり、幸福寺の良き理解者である。第5話と第12話では、顔が若干異なっている。下の名前は不詳。
妙源寺住職
第5話『袈裟』に登場。長栄寺住職と同じく、幸福寺のよき理解者。氏名は不詳。
和子
第6話『お百度参り』に登場。息子の嫁である良美とは普段はあまりうまく行っていない。しかし、心の中では安産を誰よりも願っており、人知れず、お百度参りを敢行する。娘を放っておかれていると思っていた良美の母に苦言を呈されるが、良美の母自身が家に忘れてきた安産のお守りを取りに帰る途中にお百度参りを敢行している和子を見かけ、和子は再評価されることとなる。苗字は不詳。
良美
第6話『お百度参り』に登場。普段は姑である和子とうまく行っていないが、実は最も大事に思われていた。子供が生まれた後、幸福寺に子供の名前の命名を依頼するように提案する。苗字は不詳。
正男
第6話『お百度参り』に登場。和子の息子。分娩室に入ったきり、長時間に渡って出て来ない良美を案じており、いつの間にか勝手に居なくなっている和子に苦言を呈する。その後、良美の母より和子がお百度参りをしていたことを聴き、母親を見直す。苗字は不詳。
良美の実母
第6話『お百度参り』に登場。良美の実母で正男の義母。娘の良美が苦しんでいる中、いつの間にか勝手に居なくなっている和子に苦言を呈する。正男が自宅のテレビの上に置き忘れてきた安産のお守りを取りに帰る途中、幸福寺でお百度参りを敢行している和子を見かけ、酷いことを言ってしまったと後悔する。その後、子供が無事に生まれ、良美に「良い所に嫁に行った」と語る。氏名は不詳。
宮地明夫
第7話『お布施』に登場。英道の中学1年の時の担任で、国語教師。英道が所属していた野球部の顧問でもあった。遺影写真と英道の回想にのみ登場。授業中に早弁していた英道を物差しで叩くなど、厳しい面もあったが、英道は大変慕っていたようである。5年前にイジメ問題で責任を取って退職。その1年後に胃を患い、以来4年間にわたって闘病していた。ある日、英道がお布施を競馬につぎ込んでパアにしてしまう。その責任として急遽、依頼の入った宮地家の通夜・葬儀を任される。宮地と聴き、まさかとは思いながらも自身の担任であるとは気付かず、普段通りに経を唱えていたが、フルネームの箇所を読んだことで、遺影写真と共にかつての担任だったことを知る。驚いた英道は、つい口ごもってしまい、まともに経を唱えられず、通夜に参加していた親族の不興を買ってしまう。しかし、恩師のために最後まで尽くしたいと思った英道は家に帰った後に、かつて野球部の部員だった同級生らに連絡を入れ、翌日の葬儀に来させる。葬儀屋の花田になぜまた来たのかと苦言を呈されるが、経緯を説明し、わかってもらう。その後、前日の失礼を詫びた上で旅立たせる。英道はこの時、明夫のことを回想し、涙を流しながら経を唱える。葬儀が終わり、夫人と話をし、渡されたお布施を気持ちだけ受け取り、返す。
宮地（妻）
第7話『お布施』に登場。明夫の妻。あまり裕福な生活はしておらず、葬儀に掛けられる代金も50万円ほどしかないが、なんとか葬式を挙げてやりたいという想いから、付き合いの古い曙葬儀店に依頼する。英道にお布施を渡すも、気持ちだけ受け取るという形で返され、感謝する。下の名前は不詳。
花田
第7話『お布施』に登場。曙葬儀店の従業員。曙葬儀店は明夫と古い付き合いで、明夫の妻が是非とも曙葬儀店に頼みたいと依頼したため、赤字でも引き受ける必要があった。赤字が明らかであるため、どこの寺からも断られたが、幸福寺と契約することとなる。一度は英道が口ごもって経をまともに唱えることができなかったため、英道に苦言を呈すが、英道から事情を説明され、納得する。下の名前は不詳。
なみ子
第8話『夫婦ゲンカ』に登場。不況で仕事が激減し、飲めない酒を無理やり飲んで暴力に走る夫に耐えかね、子供を連れて幸福寺に助けを求めてやってくる。彼女の夫は非常に大柄で、俊学と英道が2人がかりで抑えつけようとしたが無理だった。そこに寺庭婦人会の旅行でケンカしたため、急遽帰って来た婆さんが夫を黙らせ、夫婦喧嘩の原因を聞く。婆さんに諫められた夫婦は、とりあえず仲直りして帰っていった。苗字は不詳。
なみ子の夫
第8話『夫婦ゲンカ』に登場。以前は真面目で優しい夫だったようだが、不況で仕事が激減し、生活に支障が出てきたことから、飲めない酒を飲むようになり、なみ子に暴力を振るようになった。非常に大柄な男で、俊学と英道はその大きさに2人揃って驚いている。大きいだけに力もあり、俊学と英道が2人掛かりで止めようとしたが、歯が立たなかった。氏名は不詳。
なみ子の子供
第8話『夫婦ゲンカ』に登場。なみ子に連れられて幸福寺に来る。既に遅い時間だったため、牧子に連れられて寝る。最後は父親に抱っこされて帰る。氏名は不詳。
アケミ
第8話『夫婦ゲンカ』にて名前のみ登場。俊学の不倫相手の1人。「アケミ」の名が本名かどうかは不明。同時に、苗字も不詳。田原明美と同一人物かどうかは不明。
前川俊男
第10話『結婚式』に登場。英道の高校時代の同級生で、プロ野球選手。しかし、プロ入りして以来、一度も一軍入りしたことがない万年二軍の選手である。高校時代から吉田京子と交際していて、彼女と結婚しようと思っているが、京子の母親に万年二軍であることに苦言を呈されており、結婚に激しく反対されている。京子の母親をやや苦手としているようで、万年二軍であることや、娘の結婚相手として不釣り合いであるなど、厳しく指摘されて言い返すことが出来なかったが、英道の協力によって勇気を出して言いたいことを言い、ついには結婚にこぎつける。
吉田京子
第10話『結婚式』に登場。英道の高校時代の同級生で、俊男と結婚することを望んでいる。2人は高校時代から交際していた。長い交際期間を経て、ついに俊男との結婚を決め、英道と喫茶店『珈琲 ルル（『COFFEE ルル』『コーヒー ルル』とも表記されている）』で会い、幸福寺で仏前結婚式を挙げる旨を告げる。英道は当初、京子が仏前結婚式という形で式を挙げようとしていることに驚くが、それは京子の家庭は地元の名士であり、世間体を気にした母親が俊男との結婚に反対しており、結婚式場や教会で式を挙げるとバレる可能性が高いからである。仏前結婚式当日の朝、メモを確認してゴミ箱に捨て、結婚式に向かうが、娘がいないことに気付いた母親がゴミ箱に捨てたメモを発見してしまう。結婚式の最中に乱入した両親に、家に連れ戻されてしまい、家で泣いている所に俊男を引き連れて英道が現れる。議論と口論を重ねるが、俊男がついに勇気を出して自分の主張を述べ、感心した京子の父親が2人の結婚を認め、英道と共に4人で幸福寺に戻る。最後には京子の母親も折れて結婚式に参列し、2人は無事に結婚する。
吉田（父）
第10話『結婚式』に登場。京子の父親。当初は娘の結婚に反対だったが、それは自分自身が婿養子であり、妻に頭が上がらないためだった。自身もかつては野球をやっていてプロ野球選手に憧れていたが、婿養子になるのを機に諦めた。俊男に自分が成しえなかった夢を託すべく、2人の結婚を認める。下の名前は不詳。
吉田（母）
第10話『結婚式』に登場。京子の母親。俊男を快く思っておらず、娘の結婚に猛反対している。その勢いは結婚式場である幸福寺に乱入して娘を力ずくで連れて帰るほど。地元名士の娘として生まれており、その生い立ちから人を見下した態度が目立つ。旦那は婿養子。そのため世間体を気にする向きが強く、万年二軍暮らしの俊男が結果を出せないことを恥だと思い、娘の結婚相手には不釣り合いだと決め付けている。また、自身が野球嫌いであることも俊男を嫌う要因の1つである。最後は折れて2人の結婚を認め、式に参加する。下の名前は不詳。
前川（父）
第10話『結婚式』に登場。俊男の父親。下の名前は不詳。
前川（母）
第10話『結婚式』に登場。俊男の母親。下の名前は不詳。
留子
第10話『結婚式』に登場。吉田家に仕える老家政婦。普通に名乗ったのでは中に入れないと判断した英道が宅配便だと偽ったため、警戒心を解いて2人を中に入れてしまう。2人の格好を見て直ぐに嘘だと気づいて帰るように促すが力及ばず、中に通してしまう。苗字は不詳。
井上（妻）
第11話『お盆』に登場。3人の息子を持つ、主人を数年前に失った老未亡人。毎年毎年、お盆の時期に息子たちの帰省を待っているものの、それぞれの事情で帰ってこられず、寂しいお盆を過ごしていた。今年は長男の哲太と次男の博志が帰ってくる予定で、料理も作って待っていたが、子供（本人から見て孫）が急に熱を出してしまったため、帰れなくなる。三男の正夫は10年間も音信不通のため、はじめから帰ってこないものと諦めており、次男の博志に期待していた。彼女は幸福寺の檀家の1人であるため、英道が棚経で回るが、英道が鞄を井上家に忘れたため、取りに来る。英道が鞄を取りに来てすぐに博志から電話が入る。駅に着いたのだと期待を膨らませるも、仕事が片付かないため、帰れなくなった旨の連絡だった。落胆して座り込んでしまい、気持ちを察した英道が料理を食べて「うまい!!」と褒めるも、白けてしまう。そこに、英道の帰りが遅いということで、俊学が俊平を迎えによこす。「俊平 いい所に来た!」と中に通し、彼女を少しでも元気づけるために終平に食事や演芸の披露を強要させるも白けたまま。そんなところに、帰ってくるとは思ってもいなかった正夫が帰ってくる。正夫は地方回りの人形劇団に入っていた。劇団の仲間も呼び、大人数に囲まれて楽しいお盆を過ごすことができた。英道は正夫が10年間にわたって音信不通だったことにかつての自分を重ね、家族の絆の深さを今一度考えさせられる。下の名前は不詳。
井上哲太
第11話『お盆』にて名前のみ登場。井上家の長男。帰ってくる予定だったが、子供が急な熱を出したため、帰れなくなる旨の連絡をよこす。正夫が勝手に大学をやめて役者になると言って音信不通になったことを怒っている様子。
井上博志
第11話『お盆』にて名前のみ登場。井上家の次男。4人の子持ち。お盆に帰省する予定だったが、仕事が片付かないため、帰れなくなる旨の連絡をよこす。哲太と同じく、正夫のことを怒っている様子。
井上正夫
第11話『お盆』に登場。井上家の三男。地方回りの人形劇団に入団している役者。10年前に「役者になる」と言って勝手に大学をやめて以来、音信不通だった。10年目の節目だからなのか、たまたま地元近辺に巡業に訪れたからかは明らかにしていないが、哲太や博志が帰れない中、まさかの帰省をして母と再会。人形劇を見せ、母を楽しませる。
井上（旦那）
第11話『お盆』に登場。井上家の家長だが、数年前に亡くなっており、作中では既に故人。遺影写真にて登場。下の名前は不詳。
高橋由美
第12話『お見合い』に登場。長栄寺の長女で、英道の幼馴染。33歳。普段はOLをしている。これまでに度々お見合いをしているが、本人は親を納得させるためにしているだけであり、結婚する気はない。というのは、長栄寺に男子の後継ぎがいないため、婿養子に入って寺を継いでくれる者でなければならないという思いからであった。幸福寺に復縁してしばらく経った英道とお見合いする。英道とのお見合いも、親を納得させるさせるためのものであったが、「結婚する気もないのにお見合いしちゃ相手に失礼だよ」と英道に咎められる。美人なので、かつては交際した者や結婚を考えた者もいたが、上述の理由から結婚に至らなかった。英道とお見合いをした翌日、早速英道を誘って遊びに出掛ける。帰りに『居酒屋 花房』にて英道と飲んでいるところに、3ヶ月前にお見合いをしたという伊藤正明が現れる。結婚する気がなかった彼女は正明の顔を覚えていなかったが、英道に「3ヶ月前お見合いした相手なのに顔も覚えてないなんて失礼だよ」と咎められて落ち込むが、翌日に英道に電話して気を取り直す。それから数日後のある時、彼女と会う約束をした英道は珍しくスーツを着る。数日間の間に彼女との結婚もまんざら悪くないと思い直していて、彼女にプロポーズをするためであった。再び『居酒屋 花房』にて会い、プロポーズしようとするも、彼女は正明と結婚することになり、英道にその報告をする。これにより、英道は失恋という形となる。
高橋（母）
第12話『お見合い』に登場。由美の実母。下の名前は不詳。
真美
第12話『お見合い』にて名前のみ登場。高橋家の二女で、由美の妹。サラリーマンと結婚して今は海外に住んでいる。由美によると、行動力があり、結婚の日取りも勝手に決めてさっさと姉の自分よりも先に結婚している。旧姓は高橋だが、現在の苗字は不詳。
伊藤正明
第12話『お見合い』に登場。由美が3ヶ月前にお見合いした相手。由美は当初、寺を継いでくれる者でなければ結婚しないという思いがあったため、サラリーマンである正明は結婚の対象外であった。由美が英道と『居酒屋 花房』で飲んでいる時に再会。由美は覚えていなかったが、そのことを英道に咎められた由美は正明のことを意識し始める。数日後に由美と結婚することが決まり、『居酒屋 花房』で再度会い、英道に結婚を報告する。
山田健太
資産家の子供で、コロという子犬の飼い主。秋月公園でコロと遊んでいるところに友達が来て遊びに誘われたため、コロを木に縛り付けて逃げないようにしていたが、紐が解けてどこかに行ってしまう。彼は友達との遊びに夢中でコロがどこかに行ったことにしばらく気が付かなかった。一方、スクーターで移動中だった英道が2丁目で、ある子犬を轢く。子犬は死ななかったものの、足を引きずってどこかに行ってしまう。友達と遊び終わった彼はコロがいないこと気に気付いて探し回るが見つからず、家に帰っているかもしれないと思って一旦家に帰るも、コロは帰ってきていない。心配になった父親がコロを探しに行くが、コロは国道沿いで死んでいた。翌日、幸福寺にペット葬の依頼が入る。ペット葬をやるくらいの家だからお布施をたんまりもらえるだろうと思っていた英道はお布施を期待してペット葬を挙げに行くが、対象のペットは昨日、英道がスクーターで轢いた子犬だった。期待通りに多額のお布施をもらったものの、自分が轢いてしまったという自責の念から、英道は思い悩む。その後、英道は俊学と婆さんに轢いたのは自分だと打ち明ける。謝罪してお布施を返して来いと俊学に一喝され、山田家に出向いた英道に、健太の父親がコロを引き逃げしたのはトラックだったと告げる。自分はスクーターだったので轢いたのが自分ではないと判明した英道は肩の荷が降りるが、自分が轢いた子犬がどうなったのかが気懸かりだった。英道が初七日の法事で再び山田家を訪れると、彼はコロとそっくりの子犬と遊んでいた。聞くと、コロとは双子で、兄夫婦（どちらの兄かは不明）に頼んでもらい受けてきたという。その子犬は、普段は客人に対して吠えないようだが、英道に対して異様に吠えたてる。彼の母に聞くと、この子犬はロンという名前だが、ロンもコロと同日にバイクに轢かれたという。英道はこの時、自分が轢いたのがこのロンだったと気付き、絶句する。なお、左手で野球のボールを投げ、左足で作家ボールを蹴る描写があることから、左利きであると推測される。
山田（父）
健太の父。資産家である。健太を溺愛しており、健太が飼っていたコロを轢き逃げした犯人を捜し出て謝らせようと躍起になっている。下の名前は不詳。なお、檀家総代である池田と同じ髪型をしている。
山田（母）
健太の母。夫と同じく、健太を溺愛している。下の名前は不詳。
明子
妊婦。20話に登場。父親の通夜中、泣きながら乱入する。外見は「連ちゃんパパ」の登場人物、美保絵里に酷似している。

## 書誌情報
秋田書店〈CHAMPION Jack COMICS〉、未収録話あり。
1. 1995年11月20日 ISBN 4-253-18351-4
2. 1996年3月20日 ISBN 4-253-18352-2